# Supercoppa portoghese 2020 (pallavolo femminile)
La Supercoppa portoghese 2020 si è svolta dall'11 al 18 settembre 2020: al torneo hanno partecipato quattro squadre di club portoghesi e la vittoria finale è andata per la seconda volta consecutiva al Porto.

## Regolamento
A causa della pandemia di COVID-19, che ha comportato l'interruzione anticipata della Primeira Divisão senza la definizione di un vincitore, la formula canonica del torneo è stata rivista trasformandola in una sfida fra la vincitrice della Coppa di Portogallo, qualificata direttamente in finale, e le prime quattro squadre classificate nella regular season, qualificate alla fase finale del campionato 2019-20, che hanno disputato un girone all'italiana in gara unica da cui è emersa la seconda finalista. Tale torneo si è però disputato a tre squadre in quanto il Porto era anche detentore della coppa nazionale.

## Squadre partecipanti
| Squadra    | Qualificazione                                                                       |
| ---------- | ------------------------------------------------------------------------------------ |
| Kairós     | 2ª in regular season Primeira Divisão 2019-20                                        |
| Famalicão  | 4ª in regular season Primeira Divisão 2019-20                                        |
| Porto      | 1ª in regular season Primeira Divisão 2019-20 Vincitrice Coppa di Portogallo 2019-20 |
| Porto 2014 | 3ª in regular season Primeira Divisão 2019-20                                        |

## Torneo

### Fase a gironi

#### Risultati
| 11 settembre 2020 Centro de Desportos, Matosinhos Durata: 2h:12 - Spettatori: ? | Famalicão  | 2 - 3 | Porto 2014 | 25-27, 25-22, 26-24, 21-25, 4-15  |
| 12 settembre 2020 Centro de Desportos, Matosinhos Durata: 2h:16 - Spettatori: ? | Kairós     | 2 - 3 | Famalicão  | 25-21, 22-25, 27-25, 23-25, 12-15 |
| 13 settembre 2020 Centro de Desportos, Matosinhos Durata: 1h:50 - Spettatori: ? | Porto 2014 | 2 - 3 | Kairós     | 18-25, 25-9, 25-17, 20-25, 15-9   |

#### Classifica
| Pos. | Squadra    | Pt | G | V | P | SV | SP | Ratio | PF  | PS  | Ratio |
| ---- | ---------- | -- | - | - | - | -- | -- | ----- | --- | --- | ----- |
| 1.   | Porto 2014 | 4  | 2 | 2 | 0 | 6  | 4  | 1,500 | 329 | 287 | 1,146 |
| 2.   | Kairós     | 3  | 2 | 1 | 1 | 5  | 5  | 1,000 | 194 | 214 | 0,907 |
| 3.   | Famalicão  | 2  | 2 | 0 | 2 | 4  | 6  | 0,667 | 313 | 335 | 0,934 |

      Qualificata alla finale.

### Finale
| 18 settembre 2020 Centro de Desportos, Matosinhos Durata: 1h:07 - Spettatori: ? | Porto | 3 - 0 | Porto 2014 | 25-17, 25-12, 25-15 |